# János Pálúr
János Pálúr (* 1967 in Budapest) ist ein ungarischer Organist und Hochschullehrer.

## Leben
János Pálúr begann als Sechsjähriger mit dem Erlernen des Klaviers. Mit dreizehn Jahren begann er mit dem Orgelspiel. Seine ersten Lehrer waren József Kárpáti und István Baróti. Er studierte an der Franz-Liszt-Musikakademie in Budapest als Schüler von Gábor Lehotka und legte sein Solistendiplom 1991 ab. Er ergänzte seine Ausbildung bei Olivier Latry und Daniel Roth in Paris sowie bei Kamiel D’Hooghe und Chris Dubois in Belgien. Seit 1998 lehrt er als Professor an der Franz-Liszt-Musikakademie.
Pálúr ist als Organist an der Reformierten Kirche (ungarisch Fasori református templom) im VII. Budapester Bezirk tätig.

## Preise
- 1990: Erster Preis des Floor Peeters-Wettbewerbs in Mechelen, Belgien
- 1991: Zoltán Gárdonyi-Wettbewerb an der Franz-Liszt-Musikhochschule in Budapest
- 1997: Grand Prix d’Interprétation und Marcel Landowski Prize des Zweiten Internationalen Orgelwettbewerbs der Stadt Paris

## Tondokumente
- Die Orgel der Kathedrale zu Esztergom. Edition Lade.
- János Pálúr an der Cavaillé-Coll-Orgel der Basilika Saint-Sernin in Toulouse. Plein-Jeu und Edition Lade.